# Marzenia kobiet
Marzenia kobiet (szw. Kvinnodröm) – szwedzki dramat psychologiczny z 1955 roku w reżyserii i ze scenariuszem Ingmara Bergmana. 

## Opis fabuły
Głównymi bohaterkami filmu są dwie kobiety ze świata mody - modelka Doris oraz Susanne, właścicielka zatrudniającej ją agencji. Obie mieszkają na co dzień w Sztokholmie, lecz teraz wyjeżdżają wspólnie do Göteborgu, aby zrealizować sesję zdjęciową nowej kolekcji ubrań. Obie przeżywają tam trudne emocjonalnie perypetie. Susanne spotyka się ze swoim byłym kochankiem, żonatym Henrikiem, za którym bardzo tęskni. Z kolei Doris flirtuje z bajecznie bogatym konsulem, zasypującym ją drogimi prezentami. 

## Obsada
- Eva Dahlbeck jako Susanne
- Harriet Andersson jako Doris
- Gunnar Björnstrand jako konsul
- Ulf Palme jako Henrik
- Inga Landgré jako żona Henrika
- Sven Lindberg jako narzeczony Doris
- Kerstin Hedeby jako córka konsula[3]

## Produkcja i premiera
Okres zdjęciowy trwał od 15 czerwca do 4 sierpnia 1954 roku. Film był kręcony w dwóch miastach, w których osadzony jest też fabularnie. Szwedzka i zarazem światowa premiera miała miejsce 22 sierpnia 1955 roku. 